# Polymerurus tesselatus
Polymerurus tesselatus är en djurart som tillhör fylumet bukhårsdjur, och som beskrevs av Jeanne Renaud-Mornant 1968. Polymerurus tesselatus ingår i släktet Polymerurus och familjen Chaetonotidae. Inga underarter finns listade i Catalogue of Life.